# Дворец Бельских (Львов)
Дворе́ц Бе́льских — памятник архитектуры во Львове (Украина). Расположен на ул. Коперника, 42. С советского времени здесь располагается Дом учителя, а также Польский народный театр.
Дворец был перестроен в 1921—1923 годах архитектором профессором И.Н. Багенским. Здание решено в духе неоклассицизма, сочетает гармонию пропорций и, строгость и благородство архитектурного образа. Здание кирпичное, в плане прямоугольное, трёхэтажное. Ризалит оформлен колонным портиком и увенчан аттиком. Окна и ниши над ними декорированы. В интерьере есть парадный зал.
Дворец отделён от улицы металлической решёткой и воротами.